# Denny Landzaat
Denny Domingoes Landzaat (født 6. maj 1976 i Amsterdam, Holland) er en tidligere hollandsk fodboldspiller, der spillede som midtbanespiller senest hos FC Twente i Æresdivisionen. Han har igennem sin karriere optrådt for klubber som Ajax Amsterdam i sin fødeby, samt for MVV Maastricht, Willem II, AZ Alkmaar, Feyenoord, samt Wigan Athletic i den engelske Premier League.
Landzaat var i 2008 med til at vinde den hollandske pokalturnering med Feyenoord. I 1996 blev han, dog som ung reservespiller, hollandsk mester med Ajax Amsterdam.

## Landshold
Landzaat nåede at spillere 38 kampe og score ét mål for Hollands landshold, som han debuterede for den 2. juni 2001 i et opgør mod Estland. Han blev af den daværende landstræner Marco van Basten udtaget til den hollandske trup til VM i 2006 i Tyskland.

## Titler
Æresdivisionen
- 1996 med Ajax Amsterdam

Hollands pokalturnering
- 2008 med Feyenoord